# 덜레이니 & 보니
덜레이니 & 보니(Delaney & Bonnie)는 미국의 록 음악 듀오이다. 1969년에 결혼한 가수 겸 기타리스트 덜레이니 브램릿과 가수 겸 작사가 보니 브램릿이 같은 해에 결성했다.
조지 해리슨, 에릭 클랩튼, 데이브 메이슨, 리언 러셀, 두에인 올먼, 그레그 올먼 등 저명한 세션 연주자들과 'Delaney & Bonnie and Friends'라는 이름으로 함께하며 1972년까지 활약했다.

## 유명세
보통적으로 대한민국 국내에서는 카펜터스와 루벤 스터다드 등이 커버한 〈Superstar〉의 오리지널 원곡 가수로도 널리 잘 알려져 있다.

## 디스코그래피

### 정규 음반
- 《Home》 (1969)
- 《The Original Delaney & Bonnie & Friends》 (1969)
- 《To Bonnie from Delaney》 (1970)
- 《Motel Shot》 (1971)
- 《D&B Together》 (1972)[주 1]

### 라이브 음반
- 《On Tour with Eric Clapton》 (1970)

### 컴필레이션 음반
- 《The Best of Delaney & Bonnie》 (1972)[주 2]

## 주해
1. ↑  1972년 'Country Life'라는 제목으로 발매했다가, 음반 커버를 교체하고 재생 순서를 바꾸어서 같은 해에 'D&B Together'로 재발매했다.
2. ↑  1990년 재발매되었다.